# Élections législatives norvégiennes de 1989
Les élections législatives norvégiennes de 1989 (Stortingsvalet 1989, en norvégien) se sont tenues le 11 septembre 1989, afin d'élire les cent soixante-cinq députés du Storting pour un mandat de quatre ans.

## Résultats
Le bloc de gauche (Ap + Sv)  totalise 80 sièges, alors que le bloc bourgeois (H, Sp et KrF) ne totalise que 62 sièges. C'est pourtant bien la droite qui va diriger le pays dans un gouvernement largement minoritaire. Le Parti du progrès n'étant pas vu, à l'époque, comme un parti capable d'entrer dans un gouvernement.
Le gouvernement, entré en fonction le 16 octobre 1989, ne tiendra guère plus d'un an. Le 3 novembre 1990, le Parti du centre quitte la coalition en raison du futur référendum sur l'adhésion à l'UE qui doit avoir lieu en 1994 et pour lequel le parti du centre est en désaccord complet avec le reste des partis de coalition. Gro Harlem Brundtland devient donc pour la troisième fois premier ministre.
Enfin il faut noter l'entrée au Storting d'Anders John Aune pour le parti Futur pour le Finnmark dont le faible score national s'explique par sa seule présence au Finnmark où il réunit 21,5 % des suffrages.